# イゴール・セルゲーエフ
イゴール・セルゲーエフ（英: Igor Sergeev, 1993年4月30日 - ）は、ウズベキスタン・タシュケント出身のサッカー選手。

## 経歴
2011年3月5日、PFCキジルクム・ザラフシャン戦でウズベク・リーグ初出場を果たした。
2015年のウズベク・リーグで得点王に輝いた。
2016年7月6日、FCパフタコール・タシュケントから北京国安へ期限付き移籍した。
2021年2月18日、FCアクトベに移籍した。
2021年7月19日、FCトボルに移籍した。

## 代表
2012年11月、AFC U-19選手権2012でグループリーグ初戦から準決勝までの全5試合連続ゴールを含む7ゴールを記録し、大会得点王に輝いた。ウズベキスタンは準決勝で韓国に敗れたが、2013 FIFA U-20ワールドカップ出場権を獲得した。2013年6月、7月に開催されたU-20ワールドカップでは、ニュージーランド戦とギリシャ戦でゴールを決めた。
2013年9月10日、2014 FIFAワールドカップ・アジア5次予選のヨルダン戦でウズベキスタン代表デビューを飾った。AFCアジアカップ2015 (予選)ではチーム得点王となる3ゴールを決めた。AFCアジアカップ2015・グループB初戦の北朝鮮戦で決勝ゴールを決めた。

## 代表歴
- U-18サッカーウズベキスタン代表 2011
- U-19サッカーウズベキスタン代表 2012
- U-20サッカーウズベキスタン代表 2013
- サッカーウズベキスタン代表 2013-

## タイトル

### クラブ
パフタコール・タシュケント
- ウズベク・リーグ 優勝 (4) : 2012, 2014, 2015, 2019
- ウズベキスタン・カップ 優勝 (2) : 2011, 2019

トボル
- カザフスタン・プレミアリーグ 優勝 (1) : 2021

### 個人
- AFC U-19選手権 得点王 (1) : 2012
- ウズベク・リーグ得点王 (1) : 2015